# Spirotropis aganactica
Spirotropis aganactica é uma espécie de gastrópode do gênero Spirotropis, pertencente a família Drilliidae.